# ایتت
ایتِت یا اَتِت (به انگلیسی: Itet) زنی بلندمقام در دودمان چهارم مصر، همسر شاهزاده نفرماآت، و عروس سنفرو بود. او و نفرماآت سه دختر و تعداد زیادی پسر داشتند. نامدارترین پسرشان همیونو بود که به نظر می‌رسد همان وزیر همیونو، معمار هرم بزرگ جیزه، بوده باشد.
ایتت به همراه همسرش در مصطبه‌ی ۱۶ در میدوم به خاک سپرده شدند. به احتمال زیاد او پیش از ۱۵امین سال فرمانروایی سنفرو درگذشته.